# Réseau pervasif
Néologisme technologique du monde de l'informatique en réseau d'objets, le terme réseau pervasif est une traduction littérale de pervasive network, c’est-à-dire un réseau pénétrant ou infiltrant, (notion de perméabilité).
"Pervasive computing" ou "ubiquitous computing" (aussi "ubicomputing"), ont été d'abord traduit par "informatique diffuse", "informatique omniprésente" ou "informatique ubiquitaire". Cette traduction aura évolué vers celle plus générique d'Intelligence Ambiante.
En fait, ce concept exprime la tendance vers la connexion en réseau, la miniaturisation des dispositifs électroniques et leur intégration dans n'importe quel objet du quotidien, favorisant ainsi l'accès aux informations dont on a besoin partout et à tout moment.
L'informatique omniprésente fait donc référence à l'utilisation de plus en plus répandue de minuscules systèmes numériques communiquant spontanément les uns avec les autres et qui, grâce à leurs dimensions très réduites, seront intégrés dans les objets de la vie quotidienne, jusqu'à devenir presque invisibles pour les utilisateurs.